# Follingbo
Follingbo is een plaats en gemeente, landschap en eiland Gotland en de provincie Gotlands län in Zweden. De plaats bestaat uit twee buurtschappen (småorter): Follingbo en Follingbo (södra delen), die elk 50 inwoners hebben (2005). De oppervlakte is 12 hectare.